# Vasile Ștefan
Vasile Ștefan (n. 23 octombrie 1948, România) este un fost fotbalist român care a jucat ca fundaș central.

## Palmares

### Jucător

#### Club

##### Competiții naționale
- Campionatul Romaniei: 1

Rapid București: 1966–1967
- Cupa României: 1

Rapid București: 1971-1972

##### Competiții internaționale
- Cupa Balcanilor: 1

Rapid București: 1964–1966
- Cupa Europeană a echipelor feroviare: 1

Rapid București: 1968